# Anny Felbermayer
Anny Felbermayer (Vienna, 21 luglio 1924 – Vienna, 5 settembre 2014) è stata una cantante lirica austriaca è stata a lungo membro della Wiener Staatsoper. È apparsa in molte opere di Richard Strauss, tra cui la prima del suo Die Liebe der Danae al Festival di Salisburgo nel 1952.
Anna Maria Felbermayer-Szekely nasce a Vienna in una famiglia di artigiani, ha frequentato una Handelsschule. Ha studiato piano e voce prima privatamente poi alla Wiener Musikakademie con E. Rado, P. Mark-Neusser e J. Witt laureandosi nel 1949. Ha vinto il Cebotari-Preis a Vienna ed è stata vincitrice di concorsi internazionali a Ginevra e Verviers.
Ha esordito in palcoscenico nell'opera nel 1950 al Wiener Staatsoper, e ha poi interpretato al Theater an der Wien, il ruolo di serva nella Martha di Flotow. Il soprano lirico  è stato membro fino al 1982 ed è apparso con la compagnia in 54 ruoli in 979 spettacoli, tra cui Le nozze di Figaro di Mozart, in cui è apparso come Barbarina e Susanna, e molte opere di Richard Strauss.
Felbermayer si esibì a Vienna nel 1950 in Les deux journal di Cherubini con la Niederösterreichisches Tonkünstlerorchester, diretta da H. Täubler. Ha lavorato nel Figaro di Mozart sia con Erich Kleiber, sia con Karl Böhm nel 1957 al Festival di Salisburgo, dove è apparsa anche nell'Idomeneo di Mozart. A Vienna ha interpretato Nanette in una nuova produzione del 1960 di Der Wildschütz di Lortzing, e come Sandmännchen e Taumännchen in Hänsel und Gretel di Humperdinck. È apparsa in molte opere di Strauss, tra cui Echo in Ariadne auf Naxos, come Zdenka in Arabella e in Intermezzo nel 1963. Felbermayer ha creato il ruolo di Xanthe nella prima postuma del suo Die Liebe der Danae diretto da Clemens Krauss al Festival di Salisburgo del 1952. È apparsa all'Opera di Vienna nel 1970 nel Die ägyptische Helena, una performance registrata  Ha interpretato il ruolo di Blanchefleur in una performance concertistica di Der Kuhreigen di Kienzl, ed è stata Lucy nel Die Dreigroschenoper di Weill.
Felbermayer si è esibita anche alla Scala, La Monnaie/De Munt, Liceu, l'Opera di Graz, e al Festival di Salisburgo, dove appariva dal 1952 quasi ogni anno. È apparsa in concerto e alla radio a Vienna, in Germania e in Italia. È morta a Vienna.

## Premi
- 1969: Medaglia per le scienze e per le arti[7]
- 1983: Austrian Kammersängerin[1]

## Registrazioni
- Bach: Weichet nur, betrübte Schatten, BWV 202 (1952), coro e orchestra diretta da Felix Prohaska
- Bach: Wachet auf, ruft uns die Stimme, BWV 140 ,  coro e orchestra diretta da  Felix Prohaska
- Bach: Christ lag in Todesbanden, BWV 4 ,coro e orchestra diretta da  Felix Prohaska
- Mozart: Sämtliche Lieder (Complete songs, 1956), with Eric Werba (piano)
- Haydn: Stabat Mater (1952), orchestra da camera della Wiener Symphoniker, Akademie Kammerchor, Hans Gillesberger.
- Antonín Dvořák: Zigeunermelodien Op. 55 and Johannes Brahms: Songs in Folk Style, con Viktor Graef (pianoforte)
- Richard Strauss: Lieder, with Alfred Poell (baritone), Viktor Graef (piano)
- Gustav Mahler: Frühe Gesänge und Lieder aus letzter Zeit. Alfred Poell (bass), orchestra della Vienna State Opera, diretta da Felix Prohaska
- Humperdinck: Hänsel und Gretel, Sandmännchen and Taumännchen (London 1953), con Philharmonia Orchestra diretta da Herbert von Karajan